# Каневський Леонід Ісакович
Леоні́д Іса́кович Кане́вський (нар. 1907 — пом. 1971, Житомир) — український театральний режисер. Першим в радянські часи поставив «Оргію» Лесі Українки (1961).

## Загальні відомості
Леонід Ісакович — представник традиційної школи режисури українського національного театру, учень Василя Василька та Володимира Магара.
1920-х років працював у Лохвицькому пересувному театрі імені І. Тобілевича (режисер, член художньої ради театру, де співпрацював з актором і бандуристом Миколою Сочевановим.
1930-х років працював в Лубенському робітничо-колгоспному театрі, де поставив «Її шлях» Болотова, «Дівчата нашої країни» Микитенка, «Хазяїн» Карпенка-Карого, «Наталка Полтавка» Котляревського.
1939 року — художній керівник театру ім. Кропивницького, м. Ізюм.
Працював в Харківському українському драматичному театрі під керівництвом В. С. Довбищенка.
1950-х років — режисер Запорізького музично-драматичного театру ім. Щорса (нині — імені В. Магара), де серед інших вистав поставив разом з Анатолієм Князєвим «Підступність і кохання» Фрідріха Шиллера.
Упродовж 1959—1971 років працював режисером у Житомирському академічному українському музично-драматичному театрі імені Івана Кочерги. Співпрацював з талановитим українським режисером Олександром Горбенком.
Режисерській манері Л. Каневського був притаманний героїчний романтизм.
1961 року вперше на українській сцені Леонід Ісакович відродив виставу «Оргія», створивши одну з найкращих сценічних інтерпретацій драматичної поеми Лесі Українки.. Високо оцінив виставу видатний поет Максим Рильський. Він написав передмову до програми вистави, прем'єра якої відбулась 1 січня 1961 року.

## Постановки
- «Оргія» Лесі Українки;
- «Розплата» О. Корнійчука;
- «Петербурзька осінь» О. Ільченка[11];
- «Неспокійна старість» А. Рахманова;
- «Останні» М. Горького;
- «Маруся Богуславка» М. Старицького;
- «Майська ніч» М. Старицького;
- «Мірандоліна» К. Гольдоні.